# Francisco Rivas Moreno
Francisco Rivas Moreno (Miguelturra, Ciudad Real, 10 de janeiro de 1851 – Madri, 16 de março de 1935), jornalista, economista, político e reformador social espanhol do Regeneracionismo.